# Corynomalus apicalis
Corynomalus apicalis es una especie de coleóptero de la familia Endomychidae.

## Distribución geográfica
Habita en Brasil.